# Sergueï Krivets
Sergueï Viatcheslavovitch Krivets (en russe : Сергей Вячеславович Кривец) ou Siarheï Viatchaslavavitch Kryvets (en biélorusse : Сяргей Вячаслававіч Крывец), né le 8 juin 1986 à Hrodna en URSS, est un footballeur international biélorusse, qui joue au poste de milieu offensif.
Il est le cousin de Pavel Nekhaychik.

## Biographie

### Découvre le haut niveau européen avec le BATE Borisov
Arrivé au BATE Borisov en janvier 2006 en provenance du Lokomotiv Minsk, Sergueï Krivets a besoin d'une année avant de devenir une pièce maîtresse du club. Champion national à de multiples reprises, il fait ses preuves en Coupes d'Europe. Il est d'ailleurs le premier buteur d'un club biélorusse en Ligue des champions, marquant contre la Juventus le 30 septembre 2008 à la dix-septième minute. Suivi par son coéquipier Igor Stasevich à la vingt-troisième minute, Krivets termine le match sur le score de deux buts partout. Mais la consécration arrive en 2009, lorsqu'il devient meilleur joueur de l'année, mais aussi deuxième meilleur buteur de la ligue avec quatorze réalisations.

### Son passage au Lech Poznań
Le 22 décembre 2009, il signe un contrat de trois ans et demi au Lech Poznań, le club polonais ayant dépensé trois cent mille euros pour faire venir le cinquième joueur le plus capé de Borissov en championnat, et le troisième en Coupes d'Europe. Le 28 février 2010, lors de la reprise du championnat, Krivets fait ses débuts avec Poznań contre le Polonia Varsovie. Une semaine plus tard, il marque son premier but avec les cheminots, égalisant contre le Cracovia. Il récidive huit jours plus tard, en ouvrant le score contre le GKS Bełchatów dans l'un des chocs du haut de tableau. Satisfaction du mercato du club, Krivets ne manque aucun match dans cette deuxième partie de saison. Alors que Poznań lutte pour la première place, le Biélorusse marque dans les arrêts de jeu un but très important sur la pelouse du Ruch Chorzów, le 11 mai,. Il permet en effet à son équipe de passer pour la première fois de la saison en tête du championnat,. Quatre jours plus tard, il sort victorieux du duel opposant son club au Zagłębie Lubin, et remporte pour la cinquième fois consécutive le championnat qu'il dispute.
La saison suivante, Krivets joue toujours autant et fait partie de la belle aventure de Poznań en Ligue Europa, qui bat Manchester City et tient tête à la Juventus en phase de poules, et atteint les seizièmes de finale. Cependant, en championnat, le Lech n'obtient pas de bons résultats et ne parvient pas à se qualifier pour une compétition européenne. Lors de sa troisième saison en Pologne, le Biélorusse est mis en concurrence avec Aleksandar Tonev et dispute plus d'une vingtaine de matches. Quatrième au classement final, Poznań retrouve la Ligue Europa.

### Au Jiangsu Sainty
En juillet 2012, il signe un contrat de trois ans avec le Jiangsu Sainty, deuxième du championnat chinois à la mi-saison. Le 20 juin 2013, ce contrat est résilié  par consentement mutuel entre le club et le joueur et Krivets retourne au BATE Borissov
.

### Au FC Metz
Le 28 août 2014, il s'engage avec le FC Metz pour trois ans. Au moment de son arrivée en France, Krivets était le meilleur buteur et passeur du championnat biélorusse en 2014. Il fut titulaire pour la première fois lors du match contre l'Olympique lyonnais quelques jours seulement après son arrivée au FC Metz. Il marque son premier but sous les couleurs grenats lors du match de la 6e journée de championnat contre le SC Bastia.

### Sélection nationale
Krivets joue son premier match avec la Biélorussie le 2 février 2008 contre l'Islande.
| Buts internationaux de Sergueï Krivets | Buts internationaux de Sergueï Krivets | Buts internationaux de Sergueï Krivets        | Buts internationaux de Sergueï Krivets | Buts internationaux de Sergueï Krivets | Buts internationaux de Sergueï Krivets | Buts internationaux de Sergueï Krivets | Buts internationaux de Sergueï Krivets |
|                                        | Date                                   | Lieu                                          | Adversaire                             | Score                                  | Résultat                               | Compétition                            |                                        |
| -------------------------------------- | -------------------------------------- | --------------------------------------------- | -------------------------------------- | -------------------------------------- | -------------------------------------- | -------------------------------------- | -------------------------------------- |
| 1.                                     | 12 octobre 2010                        | Stade Dynamo, Minsk, Biélorussie              | Albanie                                | 2-0                                    | 2-0                                    | Éliminatoires Euro 2012                |                                        |
| 2.                                     | 5 mars 2014                            | Stade national Vassil-Levski, Sofia, Bulgarie | Bulgarie                               | 2-1                                    | 2-1                                    | Match amical                           |                                        |
| 3.                                     | 21 mai 2014                            | Rheinpark Stadion, Vaduz, Liechtenstein       | Liechtenstein                          | 0-3                                    | 1-5                                    | Match amical                           |                                        |
| 4.                                     | 4 septembre 2014                       | Borisov Arena, Borisov, Biélorussie           | Tadjikistan                            | 3-1                                    | 6-1                                    | Match amical                           |                                        |
| 5.                                     | 31 août 2016                           | Ullevaal Stadion, Oslo, Norvège               | Norvège                                | 0-1                                    | 0-1                                    | Match amical                           |                                        |

## Palmarès

### Collectif
- Champion de Biélorussie : 2006, 2007, 2008 et 2009 le FK BATE Borisov et 2019 avec le FK Dinamo Brest.
- Vainqueur de la Coupe de Biélorussie : 2006 avec le FK BATE Borisov.
- Vainqueur de la Supercoupe de Biélorussie : 2014 avec le FK BATE Borisov.
- Finaliste de la Coupe de Biélorussie en 2020 avec le FK Dinamo Brest.
- Champion de Pologne : 2010 avec le Lech Poznań
- Finaliste de la Coupe de Pologne de football : 2011 avec le Lech Poznań
- Vainqueur de la Supercoupe de Chine : 2013 avec Jiangsu Sainty

### Distinctions personnelles
- Meilleur joueur du championnat de Biélorussie : 2009